# Бразильское агентство по регулированию электроэнергетики
Бразильское агентство по регулированию электроэнергетики (порт. Agência Nacional de Energia Elétrica, ANEEL) — регулирующий орган при Министерстве шахт и энергетики со штаб-квартирой в федеральном округе. Он был создан для мониторинга, контроля производства, передачи и продажи электроэнергии в соответствии с политикой и руководящими принципами федерального правительства.

## Функции
- учëт расхода топлива населением
- слежение развития энергетики
- система платы за услуги электроэнергии
- Национальный Системный оператор
- научно-исследовательские разработки
- поощряющие программы для разработки альтернативных источников энергии
- проверка денежных поступлений от населения за услуги электрической энергии